# 大岡川村
大岡川村（おおおかがわむら）は、1889年（明治22年）4月1日から1927年（昭和2年）4月1日まで存在した神奈川県久良岐郡の村。

## 概要
神奈川県久良岐郡南部の村。現在の神奈川県横浜市南区西部、港南区北部にあたる。

## 歴史

### 沿革
- 1889年（明治22年）4月1日 - 町村制の施行により、堀之内村、蒔田村、井土ヶ谷村、下大岡村、上大岡村、弘明寺村、永田村、引越村、中里村、別所村、最戸村、久保村が合併して成立。
- 1911年（明治44年）4月1日 - 横浜市の第2次市域拡張により、北部（堀ノ内、井土ヶ谷、蒔田、弘明寺、下大岡）が横浜市に編入。
- 1927年（昭和2年）
  - 4月1日 - 残部（上大岡、永田、引越、中里、別所、最戸、久保）が横浜市に編入。同日大岡川村廃止。
  - 10月1日 - 横浜市が区制を施行。旧村域が中区になる。
- 1943年（昭和18年）12月1日 - 中区の寿警察署、大岡警察署管内が分区して南区を新設。旧村域が南区となる。
- 1969年（昭和44年）10月1日 - 南区の港南支所管内が分区して港南区を新設。上大岡、最戸、久保が港南区になる。

## 経済

### 産業
農業
『大日本篤農家名鑑』によれば、大岡川村の篤農家は「相原孫市、渡邊呼月、渋谷重次、北見大五郎」などがいた。
企業
- 横浜屠場 - 設立は1909年6月[2]。
- 横浜醤油 - 設立は1896年10月[2]。
- 良倉醤油醸造 - 設立は1896年10月[3]。

畜産
- 井土ケ谷屠場[4] - 1909年、平沼・永田両屠場を統合し、大岡川村大字井土ケ谷に設立される[4]。経営母体は横浜屠場で、発起人には市内有数の食肉商が名を連ねた[4]。

## 交通

### 鉄道路線
- 横浜電気鉄道（のちに横浜市電）
  - 井土ケ谷線：（井土ヶ谷駅前） - 井土ヶ谷 - 鶴巻 - 通町一丁目
  - 弘明寺線：お三の宮 - 宮元町一丁目 - 宮元町三丁目 - 通町一丁目 - 通町三丁目 - 弘明寺

湘南電気鉄道（現京浜急行電鉄）の井土ヶ谷駅、弘明寺駅、上大岡駅、横浜市営地下鉄ブルーラインの蒔田駅、弘明寺駅、上大岡駅は、当時は未開業。

### 道路
- 鎌倉街道（現在の神奈川県道21号横浜鎌倉線）

## 現在の町名
いずれも大体の範囲。六ツ川四丁目は旧鎌倉郡永野村、汐見台には磯子区磯子町、森町も含まれる。
- 旧堀之内村：堀ノ内町、睦町（一部）
- 旧蒔田村：蒔田町、東蒔田町、花之木町、宿町、宮元町、共進町、榎町、睦町（一部）
- 旧井土ヶ谷村：井土ヶ谷上町、井土ヶ谷中町、井土ヶ谷下町
- 旧下大岡村：大岡、大橋町、中島町、通町、若宮町、上大岡西（一部）、上大岡東（一部）
- 旧上大岡村：上大岡西（一部）、上大岡東（一部）、汐見台（一部）
- 旧弘明寺村：弘明寺町、六ツ川（一丁目の一部）
- 旧永田村：永田東、永田南、永田北、永田台、永田みなみ台、永田山王台
- 旧引越村：六ツ川（一丁目の一部、二丁目、三丁目）
- 旧中里村：中里町、中里、別所中里台（一部）
- 旧別所村：別所、別所中里台（一部）
- 旧最戸村：最戸
- 旧久保村：大久保